# San Giacomo degli Schiavoni
San Giacomo degli Schiavoni là một đô thị ở tỉnh Campobasso trong vùng Molise thuộc nước Ý, có vị trí cách khoảng 50 km về phía đông bắc của Campobasso. Tại thời điểm ngày 31 tháng 12 năm 2004, đô thị này có dân số 1.176 người và diện tích là 11.0 km².
San Giacomo degli Schiavoni giáp các đô thị: Guglionesi, Termoli.